# 韋見素
韋見素（687年—762年），字會微，京兆萬年（今陝西西安）人。唐朝宰相。

## 生平
彭城郡公赠幽州都督韋湊之子。進士出身，襲父爵彭城郡公，擢議諫大夫。景龍中，授相王府參軍。開元中太原尹。天寶五載（746年），為江西、山南、黔中、嶺南道黜陟使，有威望。遷吏部侍郎。天寶十三載（754年），楊國忠以見素為宰相。玄宗听信安禄山之言，将三镇险要之处，尽改用番人戍守。韋見素知安祿山“久有異志”，一直勸玄宗提防，不聽。天寶十四載，韋見素再三奏請升遷安祿山為平章事，調其來京，玄宗同意，但派出中使輔璆琳潛察其變，璆琳受安祿山厚賂，回朝後極言祿山“竭忠奉國，無有二心”。至此玄宗對安祿山徹底放心。
天寶十四載十一月甲子（755年12月16日），安祿山起兵反唐，韋見素隨玄宗逃往四川，至馬嵬驛，“軍士不得食，流言不遜”，宰相楊國忠、御史大夫魏方進被殺，韋見素被乱兵用鞭子抽打得頭破血流。有人喊道：“勿傷韦相公。”才免於一死。七月，至成都，兼左相、武部尚书，进封豳国公。九月初，自蜀中奉命與房琯、崔渙送傳國璽及冊命，至靈武，唐肅宗出城恭迎。时值战乱，見素曾向肃宗进谏：“臣典选岁久，周知此弊。今寰区未复，员阙不多。若总无条纲，恐难持久。”韋見素是玄宗舊臣，漸被肅宗冷落，罢左相职，罷知政事，另拜尚書右僕射。改太子太保。唐軍收复长安后，肃宗派他去四川迎回玄宗，授开府仪同三司。上元（760年-761年）中，以足疾辞官。宝应元年（763年）十二月，卒，年七十六。赠司空，谥曰忠贞。有子韋諤，任京兆司録，於馬嵬坡事變中勸說唐玄宗下決心處死楊貴妃。

## 子孙
- 子：韦倜
  - 孙：韦颂
- 子：韦谔
- 子：韦益
  - 孙：韦顗
- 子：韦哲

## 延伸阅读
[在维基数据编辑]
 在维基文库阅读此作者作品
 《舊唐書·卷108》，出自刘昫《舊唐書》
 《新唐書·卷118》，出自《新唐書》